# Малый Суходол (Украина)
Малый Суходол (укр. Малий Суходіл) — село в Краснодонском районе Луганской области Украины. Под контролем самопровозглашённой Луганской Народной Республики. Входит в Великосуходольский сельский совет.

## География
Соседние населённые пункты: город Суходольск на западе, сёла Липовое и Дружное на северо-западе, Большой Суходол и Подгорное на северо-востоке, посёлки Северо-Гундоровский, Северный, сёла Поповка, Беленькое.

## Население
Население — 337 человек (2001).

## География
Расположено в водосборном бассейне Северского Донца. Соседние населённые пункты: города Краснодон на юго-западе, Суходольск на западе, сёла Дружное и Липовое на северо-западе, Подгорное и Большой Суходол на северо-востоке, посёлки Северо-Гундоровский, Северный, сёла Поповка, Беленькое на востоке.